# همزمان‌سازی فاز
همزمان‌سازی فاز یا همزمانش فاز (به انگلیسی: Phase synchronization) فرآیندی است که طی آن دو یا چند سیگنال تناوبی منجر به نوسانی با یک توالی تکراری از زاویه‌های فاز نسبی شود.
همزمان‌سازی فاز معمولاً برای دو شکل‌موج با فرکانس یکسان با زاویه‌های فاز یکسان در هر سیکل اعمال می‌شود. با این حال، اگر یک رابطه عدد صحیح فرکانس وجود داشته باشد، می‌توان آن را اعمال کرد، به طوری که سیگنال‌های تناوبی یک دنباله تکراری از زوایای فاز را در چرخه‌های متوالی به اشتراک می‌گذارند. این روابط اعداد صحیح را زبانه‌های آرنولد می‌نامند که از دوشاخگی نگاشت دایره‌ای به دست می‌آیند.
یک نمونه از همزمان‌سازی فاز نوسانگرهای متعدد را می‌توان در رفتار کرم‌شب‌تاب‌های جنوب‌شرقی آسیا مشاهده کرد. در غروب، کرم‌ها به‌صورت دوره ای با فازهای تصادفی و توزیع گاوسی فرکانس‌های طبیعی شروع به چشمک‌زدن می‌کنند. با فرا رسیدن شب، کرم‌ها که نسبت به رفتار یکدیگر حساس هستند، شروع به همزمان‌سازی چشمک‌زدن خود می‌کنند. پس از مدتی تمام کرم‌های شب‌تاب در یک درخت معین (یا حتی یک منطقه بزرگتر) به‌طور همزمان شروع به چشمک‌زدن می‌کنند.
با در نظر گرفتن کرم شب‌تاب به عنوان نوسانگرهای بیولوژیکی، می‌توانیم فاز را ۰ درجه درطول چشمک‌زدن و {\textstyle \pm 180} درجه را دقیقاً درنیمه‌راه تا چشمک‌زدن بعدی تعریف کنیم؛ بنابراین، هنگامی که آنها شروع به چشمک‌زدن به‌صورت همزمان می‌کنند، آنها در فاز همزمانیده می‌شوند.
یکی از راه‌های «همزمان‌سازی فاز» نوسان‌ساز محلی با یک فرستنده ازراه‌دور، از یک حلقه قفل‌شدهٔ-فاز استفاده می‌کند.